# Adrian Ciocănea-Teodorescu
Adrian Ciocănea-Teodorescu (n. 5 septembrie 1960) este un politician român, fost deputat al Parlamentului României pe listele PNL. Adrian Ciocănea-Teodorescu a fost validat ca deputat pe data de 13 august 2008 și l-a înlocuit pe deputatul Ion Gonțea. A condus Departamentul pentru Afaceri Europene al Guvernului României între 2004-2008 în calitate de Secretar de Stat. A fost consilier al Prim Ministrului României și Coordonator Național Adjunct al procesului de aderare la OECD între 2022-2023.   